# Nikita Simonian
Nikita Pavlovitx Simonian (en rus: Никита Павлович Симонян; en armeni: Նիկիտա (Մկրտիչ) Սիմոնյան) (Armavir, URSS, 12 d'octubre de 1926) és un futbolista armeni, ja retirat, que va competir sota bandera de la Unió Soviètica durant les dècades de 1940 i 1950. Una vegada retirat va exercir d'entrenador.
Guanyà la medalla d'or en futbol als Jocs Olímpics de 1956 a Melbourne, competint per la Unió Soviètica. El 1958 va disputar el Mundial de Suècia. A nivell de clubs jugà al Dinamo de Sukhumi (1944-1945), Krylia Sovetov (1946-1948) i Spartak Moscou (1949-1959). En el seu palmarès destaquen quatre lligues i dues copes de l'URSS.
Posteriorment, com a entrenador guanyà tres lligues, dues amb l'Spartak Moscou  i una amb l'Ararat Yerevan, i quatre copes soviètiques, tres amb l'Spartak Moscou  i una amb l'Ararat Yerevan.

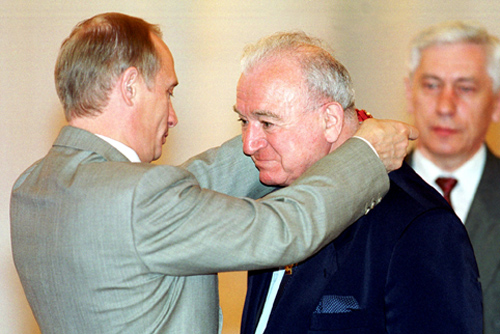
Nikita Simonian amb Vladimir Putin.

## Palmarès
Com a jugador 
- Medalla d'or als Jocs Olímpics: 1956
- Lliga soviètica de futbol: 1952, 1953, 1956, 1958
- Copa soviètica de futbol: 1950, 1958
- Màxim golejador de la lliga soviètica de futbol: 1949, 1950, 1953

 Com a entrenador 
- Lliga soviètica de futbol: 1962, 1969, 1973
- Copa soviètica de futbol: 1963, 1965, 1971, 1973

 Condecoracions
- Orde de la Bandera Roja del Treball
- Orde de l'Amistat dels Pobles
- Orde de la Insígnia d'Honor
- Orde Olímpica